# Símbols del Quebec
La província canadenca del Quebec ha establert diversos símbols oficials els quals reflecteixen la seva història, el seu clima hivernal i la seva identitat col·lectiva.

## Símbols oficials
| Símbol           | Nom                                                 | Imatge                      | Adopció      | Observacions |
| ---------------- | --------------------------------------------------- | --------------------------- | ------------ | --- |
| Escut d'armes    | Escut d'armes del Quebec                            | Escut d'armes del Quebec    | 1868 i 19839 | L'escut d'armes fou concedit per la reina Victòria el 1868 i revisat per ordre del tinent governador en consell el 1939. |
| Divisa           | Je me souviens                                      |                             | 1939         | "Me'n recordo". Aquest lema, formulat per l'arquitecte de l'edifici del Parlament, Eugène-Étienne Taché, demana un deure de memòria sobre el seu passat, així com sobre la cultura i la llengua. |
| Escut provincial | Escut provincial del Quebec                         | Escut provincial del Quebec | 1909 i 1939  | L’escut tercejat en faixa, formant la primera tres flors de lis d'or sobre camp blau, un recordatori de la França reial que una vegada va governar el Quebec; A la inferior es mostra una branca de tres fulles d'auró verdes sobre camp d'or, representatives dels nombrosos arbres d'auró del Canadà. Mentre que al centre de l'escut carrega un lleopard d'or en representació de la corona britànica, la qual va concedir-ne l'escut. |
| Bandera          | Bandera del Quebec                                  | Bandera del Quebec          | 1948         | Adoptada oficialment el 14 d'abril de 1965 Bandera blava carregada amb una creu blanca acompanyada, a cada quarter, amb una flor de lis també blanca. En termes heràldics: d'atzur amb la creu d'argent confinada per quatre flors de lis també d'argent. Les proporcions de la bandera són 2:3. |
| Flor             | Iris versicolor                                     | Iris versicolor             | 1999         | Es tracta d'una flor de primavera autòctona i que creix a més de la meitat del Quebec, des de la vall del riu Sant Llorenç fins a les costes de la badia de James. De 1963 a 1999, el lliri de jardí blanc va ser l'emblema floral del Quebec. |
| Ocell            | Duc blanc (Bubo scandiacus)                         | Duc blanc                   | 1987         | El duc blanc, també conegut com a duc de l'Àrtic o gran duc blanc, a diferència d'altres mussols no és exclusivament nocturn. Caça tant de dia com de nit i sobreviu principalment de lèmmings. El Quebec va decidir seleccionar-lo com a símbol del suport de la província a la protecció de la vida salvatge. |
| Arbre            | Bedoll (Betula alleghaniensis)                      | Betula alleghaniensis       | 1993         | Aquest tipus de bedoll ha tingut un paper vital en la indústria del moble del Quebec des dels primers dies de la colonització. Es troba en abundància a les regions del sud de la província i és admirat per la seva bellesa i funcionalitat. |
| Tartà            | Vermell i blanc amb tres tons de verd i dos de blau |                             | 1965         | L'estructura i els colors del tartan es basen en les tres faixes de l'escut provincial: el blau, el verd i el vermell; l'or és per al lleopard i la corona, i el blanc per la divisa “Je me souviens”. Tot i que el tartà del Quebec no s'ha adoptat mai oficialment, si que existeix un dia anual del tartà, el 6 d'abril. |
| Himne            | Gens du pays                                        |                             | 1975         | Himne popular no oficial del Quebec, compost pel cantautor Gilles Vigneault i estrenat el 24 de juny de 1975 a Mont-real. |
| Matrícula        | Placa de matrícula                                  | Matrícula del Quebec        | Des de 2009  | La província té matrícula pròpia des del 1908 i des del 2009 tenen el següent format: dos grups de tres caràcters de color blau repartits en una lletra, dos xifres i tres lletres sobre un fons blanc. Una flor de lis i el nom "Québec" centrat a la part superior i la divisa "Je me souviens" a la inferior. |